# 1171

## Родени
- Агнес Френска, императрица на Византия († след 1204 г.)

## Починали
- 8 ноември – Балдуин IX Фландърски, граф на Фландрия, граф на Хенегау, латински император на Константинопол (р. 1108 г.)